# Tomsk

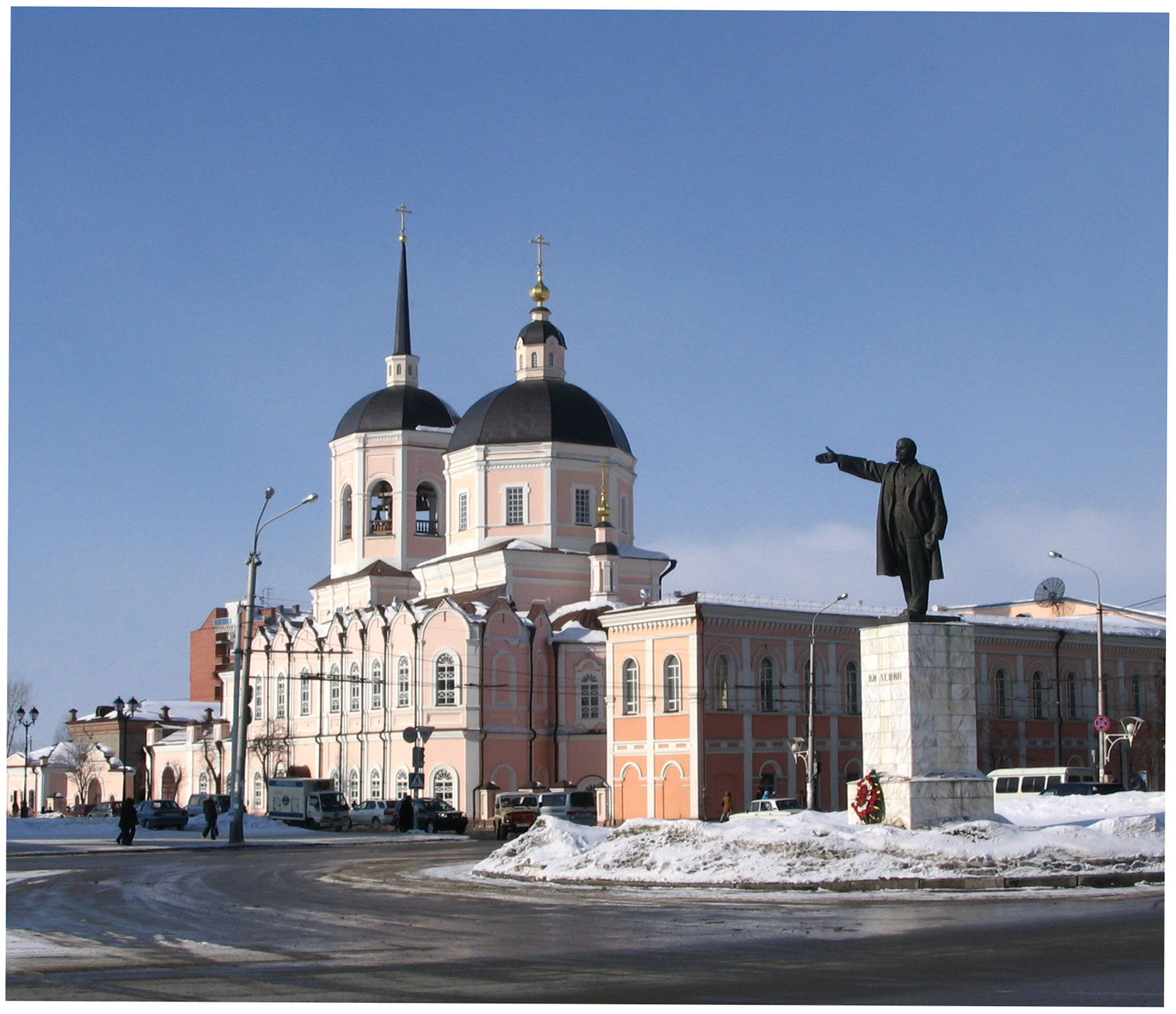
L'estàtua de Lenin a Tomsk

Tomsk (en rus:Томск) és una ciutat de Rússia capital de l'óblast de Tomsk que compta amb una superfície de 316.900 km²..
És una de les ciutats més antigues de Sibèria, l'any 2004 va celebrar el 400é aniversari de la seva fundació.
Segons el cens de 2021 la població era de 556.478 habitants

## Geografia
Tomsk està dividida en 4 districtes: Kirovsky, Leninsky, Oktyabrsky, i Sovetsky.
S'ubica a uns 20 km al sud-est de la ciutat de Seversk, que és el centre principal de la producció de plutoni i processament i enriquiment d'urani de Rússia.

## Clima
Tomsk té un clima continental. La temperatura mitjana anual és de -1.3 °C. Els hiverns són severs amb un rècord absolut de fred de -56 °C el gener de 1996. Tanmateix la temperatura mitjana de gener oscil·la entre els -21 i els -19. Els dies amb neu de mitjana són 132. Al juliol la temperatura mitjana de les màximes és de 24 °C. El màxim absolut de temperatura va ser el juliol de 1975 amb 35,1 °C. El total de pluja anual és de 435 mm.

## Història
El 1604, Tomsk va ser fundada per un decret del tsar Boris Godunov.
El 1804 va ser escollida com la capital d'una governació que incloïa les ciutats de Novossibirsk, Kemerovo, Krasnoiarsk i l'est del Kazakhstan. Amb aquest nou estatus la ciutat va créixer ràpidament.
El 1830 es va descobrir or a la zona.
El tren Transsiberià no va passar per Tomsk sinó per Novonikolayevka (actualment Novossibirsk), i el desenvolupament de Tomsk es va frenar en favor de Novossibirsk.
Després de la Revolució Russa de 1917 Tomsk va ser un centre de l'exèrcit contrarevolucionari (Russos Blancs).
Durant la Segona Guerra Mundial s'hi van instal·lar fàbriques, com altres zones de la rereguarda, desplaçades de l'oest de la Unió Soviètica davant l'avanç alemany per l'Operació Barbarrossa.

## Personatges cèlebres vinculats a Tomsk
- Zinaida Greceanîi, política moldava.
- Leonid Afanàssiev (1921-1995) compositor musical.
- Mikhaïl Bakunin, pare de l'anarquisme polític, hi visqué.